# Синюха (Новоархангельська селищна громада)
Синю́ха (до 1945 р. — Бельведер) — село в Україні, в Новоархангельській селищній громаді Голованівського району Кіровоградської області. Населення становить 460 осіб.

## Історія
21 травня 1945 року указом Президії ВР УРСР село Бельведер було перейменовано на село Синюха.

## Населення
Згідно з переписом УРСР 1989 року чисельність наявного населення села становила 557 осіб, з яких 248 чоловіків та 309 жінок.
За переписом населення України 2001 року в селі мешкало 460 осіб.

### Мова
Розподіл населення за рідною мовою за даними перепису 2001 року:
| Мова       | Відсоток |
| ---------- | -------- |
| українська | 97,17 %  |
| молдовська | 1,30 %   |
| російська  | 1,30 %   |
| білоруська | 0,22 %   |